# César Povolny
César Povolny ou Martin Povolny est un footballeur français, né Czeslaw Povolny le 19 juillet 1914 à Recklinghausen, en Allemagne. Il joue soit comme milieu de terrain soit comme défenseur.

## Biographie
Il fait partie des 22 joueurs sélectionnés pour la Coupe du monde de football de 1938, en France, mais il ne joue aucun match. Au cours de sa carrière, il ne reçoit aucune sélection avec l'équipe de France.
Il joue au Havre dans les années 1930 et remporte la D2 française en 1938.

## Clubs
- Le Havre AC

## Palmarès
- Championnat de France de football D2
  - Champion en 1938